# Cefminox
Cefminox (INN) es un antibiótico de cefalosporina de segunda generación.

## Espectro
- Clostridium difficile: 2 - 4 µg/ml
- Escherichia coli: 0.125 - 16 µg/ml
- Pseudomonas aeruginosa: 256 µg/ml[2]